# Бортновский, Бронислав Брониславович
Бронислав Брониславович Бортновский (12 апреля 1894, Варшава, Российская империя — 3 ноября 1937, Москва, СССР) — советский разведчик и деятель спецслужб; начальник разведывательного управления Западного фронта (1921), резидент ОГПУ и РУ РККА в Берлине (1921—1924).

## Биография
Родился в 1894 году в городе Варшаве Царства Польского в семье служащего.
С 1910 года — участник Союза социалистической молодёжи в Варшаве. В 1912 году, после окончания реального училища, поступил в Варшавский политехнический университет и вступил в СДКПиЛ. С этого года ему было засчитано членство в  РСДРП (б). В 1914 году был арестован и сослан в Саратов. С 1915 года, после освобождения, работал чертёжником.
В 1917 году, после Февральской революции, был одним из создателей саратовского комитета СДКПиЛ, сотрудничал с рядом социал-демократических изданий, был членом Саратовского совета рабочих депутатов и секретарём польского комиссариата Наркомата по делам национальностей РСФСР.
С 1918 года в ВЧК при СНК РСФСР — секретарь Ф. Э. Дзержинского и следователь отдела по борьбе с контрреволюцией. 30 августа 1918 года, после убийства главы Петроградской ЧК М. С. Урицкого, покушения на В. И. Ленина и сведениях о готовящемся «заговоре послов» советские власти приняли решение арестовать британских дипломатов и разведчиков. 31 августа 1918 года Бортновский был одним из участников штурма английского посольства в Петрограде, во время штурма получил тяжёлое ранение.
С 1920 года заведующий информацией, заместитель начальника и начальник Разведывательного управления-военный комиссар по разведке Штаба Западного фронта. С 1921 года начальник Информационного отдела и  заместитель начальника Иностранного отдела ВЧК при СНК РСФСР. С 1921 года резидент и руководитель совместной резидентуры ОГПУ при СНК СССР и РУ РККА в Берлине. С 1924 года — помощник начальника разведывательного управления РККА и начальник агентурного отдела.
С 1929 года на руководящей работе в Коммунистической партии Польши и Коминтерне — представитель Компартии Польши, член Политбюро Центрального комитета Коммунистической партии Польши, заместитель члена Президиума ИККИ, член Центрального совета Военно-научного общества СССР (ЦС ВНО СССР) и военной комиссии ИККИ. С 1934 года — председатель Исполкома Польско-Прибалтийского регионального секретариата (лендерсекретариата) ИККИ.
Арестован в июне 1937 года. 3 ноября 1937 года решением ВКВС СССР приговорён к ВМН — расстрелу, в тот же день приговор был приведён в исполнение. Реабилитирован в 1955 году.

## Семья
- Жена — Вера Бортновская, урождённая ?, "маленького роста, энергичная, деловая брюнетка, она была всеобщей любимицей, ибо всегда старалась всем услужить и не болтала о том, что говорили между собой сотрудники. Несмотря на ее беспартийность, Вера пользовалась общим доверием, ибо очень давно служила в ГПУ и вместе с тем была женой заместителя начальника Разведупра Ревсовета" — по воспоминаниям начальника секретариата сектора по Среднему и Ближнему Востоку ИНО Г. Агабекова[3].
- Сестра — Стефания Брониславна Бортновская, сотрудница Разведупра, умерла в 1929 в 36 лет от чахотки, награждена Орденом Красного знамени[4]

## Награды
- Орден Красного Знамени (23.02.1928)